# Bronisława Morawiecka

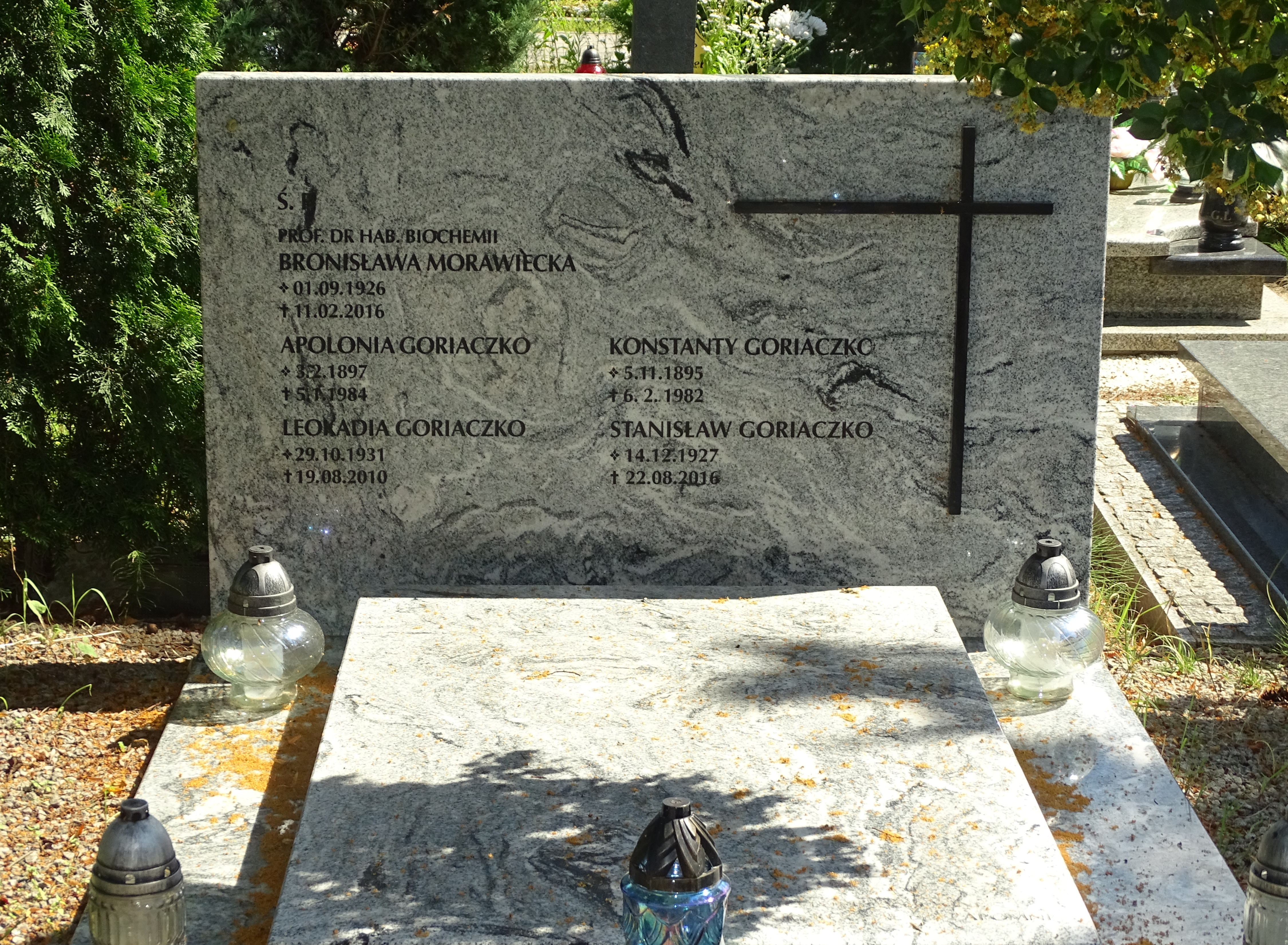
Grab von Bronisława Morawiecka auf dem Friedhof in Breslau

Bronisława Morawiecka (* 1. September 1926 in Brest (Belarus); † 11. Februar 2016 in Breslau, Polen) war eine polnische Biochemikerin und Hochschullehrerin. Sie leitete die Abteilung für Molekulare Biochemie und das Institut für Biochemie und Molekularbiologie an der Universität Breslau.

## Leben und Werk
Morawiecka studierte Biologie an der Fakultät für Naturwissenschaften der Universität Breslau, wo sie 1952 ihren Abschluss machte. Im vierten Studienjahr war sie stellvertretende Assistentin am Lehrstuhl für Pflanzenphysiologie unter der Leitung von Helena Krzemieniewska. Sie arbeitete ehrenamtlich am Institut für Physiologische Chemie der Medizinischen Akademie in Breslau bei Tadeusz Baranowski. Nach ihrem Abschluss übernahm sie an der Universität Lemberg die Stelle einer Assistenzprofessorin. Sie wurde 1959 mit Ewa Lachowicz die erste Mitarbeiterin des neuen Instituts für Biochemie der Universität Breslau bei Wanda Mejbaum-Katzenellenbogen. Sie erhielt 1962 ein einjähriges Stipendium der Rockefeller Foundation im Labor des Nobelpreisträgers Melvin Calvin an der University of Berkeley, wo sie Biosyntheseforschung durchführte. Sie habilitierte 1968 und erhielt 1976 den akademischen Titel einer Professorin.
Morawiecka leitete von 1969 bis 1996 die Abteilung Vergleichende Biochemie der Universität Breslau, war von 1970 bis 1971 stellvertretende Direktorin des Instituts für Botanik und Biochemie und von 1973 bis 1987 und von 1991 bis 1996 Direktorin des Instituts für Biochemie. In den Jahren 1972 bis 1973 war sie Prodekanin der damaligen Fakultät für Naturwissenschaften der Universität Breslau und in den Jahren 1987 bis 1990 Vizerektorin für Wissenschaft und internationale Zusammenarbeit an der Universität Breslau. Von 1991 bis 1997 war sie in der Forschungskommission Scientific tätig, wo sie Vorsitzende der Gruppe für Biologische Wissenschaften war.
Morawiecka war Mitglied vieler wissenschaftlicher Organisationen, wie der Polnischen Biochemischen Gesellschaft, der Polnischen Botanischen Gesellschaft, der Wissenschaftlichen Gesellschaft Breslau. Sie war Mitglied des Komitees für Biochemie und Biophysik im Präsidium der Polnischen Akademie der Wissenschaften, Gründungsmitglied von Eurobio (Europäischer Verband der Fakultäten für Biologie an Universitäten) und ein Mitglied von INTERLEC – der Organisation Vereinigung von Wissenschaftlern auf dem Gebiet der Lektine. Sie war Herausgeberin der Zeitschrift Acta Societatis Botanicorum Poloniae.
Sie forschte auf dem Gebiet der Glutathion-Biochemie (GSH), der Proteinbiosynthese während der Photosynthese von Algen, sie wies die Glykoproteinstruktur nach und bestimmte die Funktion von pflanzlichen sauren Phosphatasen und Lektinen. Sie war Autorin von 83 Publikationen und 3 Monographien. Sie war 1957 Gründungsmitglied der Polnischen Biochemischen Gesellschaft.
Morawiecka starb im Alter von 90 Jahren.

## Veröffentlichungen (Auswahl)
- mit Mirosława Kerens: Lectin involved in fast mobilization of seed phosphorus reserves. Rye germ agglutinin (RGA) activate the endogenous acid phosphatase. In: Proceedings of the Sixth International Lectin Meeting, Vol. 4, Poznan, Poland, 1984.
- mit Irena Lorenc-Kubis: Acid Phosphatase from Grass Tissues II, Con A-Binding, Acid Phosphatase, Isoenzymes of Grass Root and their Immunological Relationship. In: Proceedings of IUB Symposium No. 144, Vol. 5, The Seventh International Lectin Meeting Bruxelles, Belgium, 1985.

## Ehrungen
Sie erhielt 1959, 1969 und 1985 Auszeichnungen des Ministeriums für Wissenschaft und Hochschulbildung, unter anderem das Ritterkreuz des Ordens Polonia Restituta und die Medaille der Nationalen Bildungskommission.
1998 wurde sie von der Polnischen Biochemischen Gesellschaft zum Ehrenmitglied ernannt.